# Spirit (álbum de Jewel)
Spirit (en español: Espíritu) es el segundo álbum de estudio grabado por la cantante y compositora estadounidense Jewel, lanzado a fines de 1998 bajo el sello de Atlantic Records. Se lanzaron varios sencillos, entre los que se destacan «Hands», «Down So Long», «Jupiter» y una remezcla de la pista «What's Simple Is True» que se publicó para promover la primera película de Jewel titulada  Ride with the Devil. También vale mencionar que se publicó en un CD, una versión en vivo de la canción «Life Uncommon" que se lanzó en las tiendas con el fin de recaudar fondos para la organización Habitat for Humanity International.
El álbum debutó en el número tres en la lista Billboard 200 de Estados Unidos con 368.000 copias vendidas en su primera semana. Su mejor semana fue la sexta, cuando vendió más de 482.000 copias.
En septiembre de 1999, la RIAA certificó a Spirit con  cuatro discos de multiplatino que denotan aproximadamente cuatro millones de copias vendidas sólo en Estados Unidos. Internacionalmente se estima que el álbum ha vendido aproximadamente ocho millones de copias.

## Lista de canciones
1. «Deep Water» (Jewel Kilcher) - 4:16
2. «What's Simple Is True» (Kilcher) - 3:34
3. «Hands» (Kilcher, Leonard) - 3:54
4. «Kiss the Flame» (Kilcher) - 3:17
5. «Down So Long» (Kilcher) - 4:13
6. «Innocence Maintained» (Kilcher) - 4:08
7. «Jupiter» (Kilcher) - 4:18
8. «Fat Boy» (Kilcher) - 2:54
9. «Enter from the East» (Kilcher) - 4:02
10. «Barcelona» (Kilcher) - 3:53
11. «Life Uncommon» (Kilcher) - 4:56
12. «"Do You» (Kilcher) - 4:21
13. «Absence of Fear / This Little Bird» (Kilcher/Loudermilk) - 7:25

Bonus Track Internacional

14. «Who Will Save Your Soul (Live)»

## Créditos

### Personal
- Jewel - guitarra acústica, guitarra, voz, coros
- Paul Bushnell - bajo
- Nedra Carroll - coros
- David Channing - guitarra eléctrica
- Josh Clayton-Felt - guitarra eléctrica
- Vinnie Colaiuta - batería
- Jude Cole - dulcémele, guitarra acústica, dobro, guitarra, mandolina, coros
- Luis Conte - percusión
- Flea - bajo
- James Harrah - guitarra acústica, guitarra eléctrica
- Paul Jackson Jr. - Bajosexto
- Patrick Leonard - piano, teclado, piano eléctrico
- Brian MacLeod - batería
- Marty Rifkin - Pedal steel guitar
- Cameron Stone - Violonchelo

### Producción
- Productores: Peter Collins, Patrick Leonard
- Ingenieros: Ross Hogarth, Christopher Shaw
- Asistentes Ingenieros: Robi Banerji, David Channing, Sebastian Haimerl, Bob Salcedo, John Sorenson, Katy Teasdale
- Mezclas: Ross Hogarth, Kevin Killen
- Mastering: Bob Ludwig
- Programación: Patrick Leonard
- Acordes: Jeremy Lubbock
- Director de arte: Brenda Rotheiser
- Diseño: Brenda Rotheiser
- Obras de Arte: Jeanne Greco
- Fotografía: Matthew Rolston
- Estilísta: Danny Flynn
- Estilo de cabello: Chris McMillan
- Maquillaje: Troy Jensen

## Posicionamiento
| Año  | Lista                | Posición Alcanzada |
| ---- | -------------------- | ------------------ |
| 1998 | EU.UU. Billboard 200 | 3                  |
| 1998 | Canadá               | 6                  |
| 1998 | Filipinas            | 2                  |
| 1998 | Indonesia            | 3                  |
| 1998 | Nueva Zelanda        | 4                  |

- Datos: Q637692